# Julia Spetsmark
Julia Spetsmark, född den 30 juni 1989, är en svensk fotbollsspelare (anfallare/mittfältare) som spelar för FC Fleury 91. Hon har tidigare representerat bland annat QBIK, Sunnanå SK och KIF Örebro samt har över 100 framträdanden i Damallsvenskan.

## Klubbkarriär
Spetsmark började spela fotboll i Jössefors IK som 12-åring. Hon spelade därefter för Eda IF och Kronans FK. Spetsmark gjorde 17 år gammal sin debut i Damallsvenskan 2006 för Mallbackens IF. Säsongen 2007 spelade hon för QBIK och därefter blev det två år i Norrstrands IF. 
Inför säsongen 2010 återvände Spetsmark till QBIK. Hon spelade 64 ligamatcher och gjorde 26 mål för klubben i Division 1 samt två mål på tre cupmatcher mellan 2010 och 2012. I januari 2013 värvades Spetsmark av Sunnanå SK. Hon gjorde tre mål på 21 matcher i Damallsvenskan 2013 samt tre cupmatcher för klubben.
I januari 2014 värvades Spetsmark av KIF Örebro. Hon gjorde 12 mål på 85 matcher i Damallsvenskan mellan 2014 och 2017 samt 12 cupmatcher och tre cupmål. I november 2017 värvades Spetsmark av engelska Manchester City. I juli 2018 återvände Spetsmark till Sverige för spel i Djurgårdens IF.
I januari 2019 gick Spetsmark till amerikanska North Carolina Courage. Efter en säsong i USA värvades hon i januari 2020 av portugisiska Benfica. I juni 2020 värvades Spetsmark av franska FC Fleury 91.

## Landslagskarriär
I oktober 2016 spelade Spetsmark sin första seniorlandskamp för Sverige när hon byttes in i matchminut 62 mot Iran på Gamla Ullevi i Göteborg. Spetsmark ingick i den trupp som spelade EM i fotboll 2017 i Nederländerna, där Sverige tog sig till kvartsfinal.